# Nokhūdān
Nokhūdān (persiska: نخودان) är en ort i Iran.   Den ligger i provinsen Kerman, i den centrala delen av landet, 800 km sydost om huvudstaden Teheran. Nokhūdān ligger 2 419 meter över havet och antalet invånare är 113.
Terrängen runt Nokhūdān är platt åt nordost, men åt sydväst är den kuperad. Terrängen runt Nokhūdān sluttar österut.Runt Nokhūdān är det glesbefolkat, med 12 invånare per kvadratkilometer. Närmaste större samhälle är Māhūnak, 18,0 km öster om Nokhūdān. Trakten runt Nokhūdān består i huvudsak av gräsmarker.